# Palais Lanz

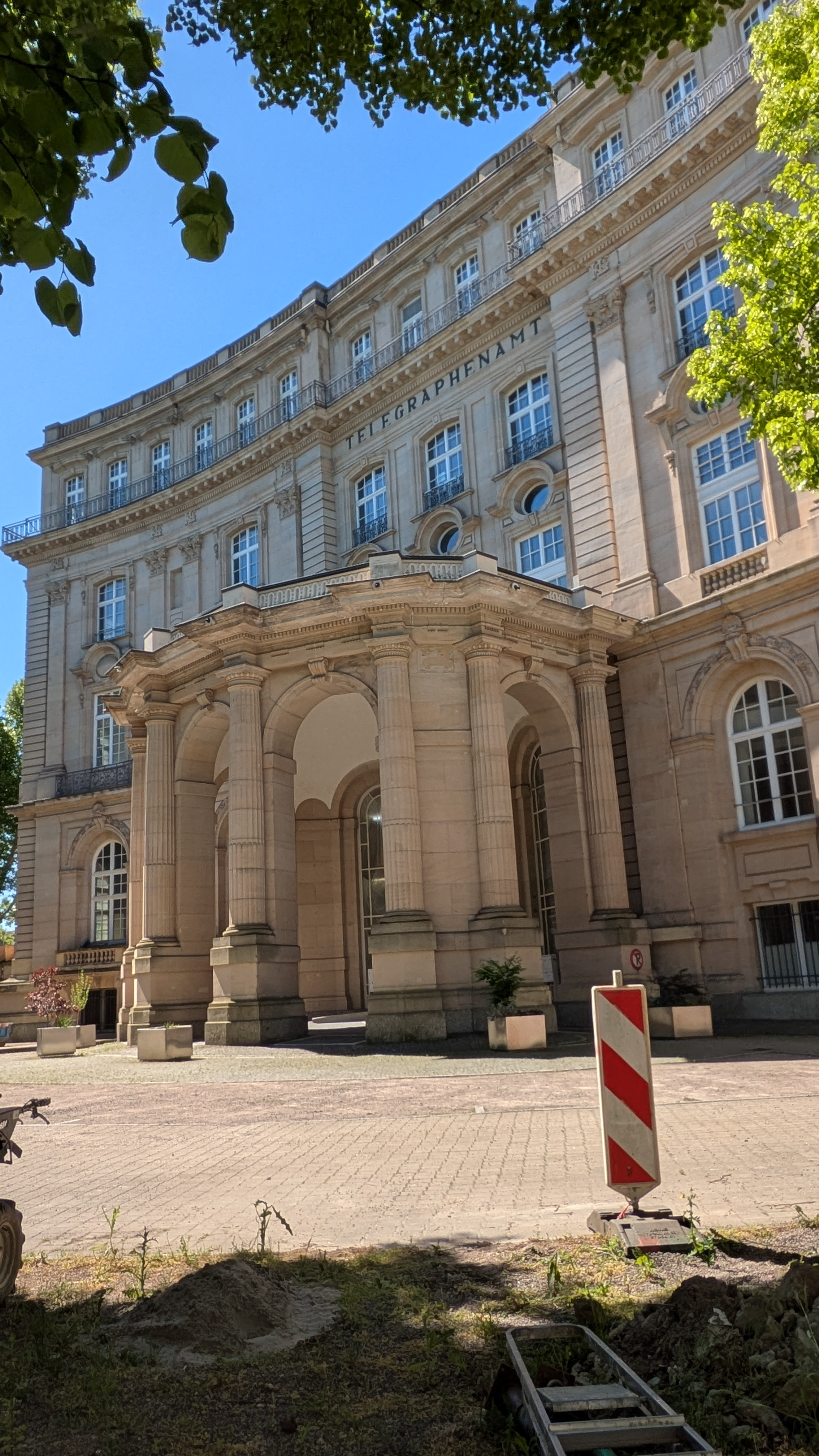
Aktuelle Ansicht der Fassade der Lanz-Villa

Das Palais Lanz (auch Lanz-Villa) ist ein repräsentativer Bau in der Mannheimer Oststadt, der von 1907 bis 1913 im Auftrag des Ingenieurs und Unternehmers Karl Lanz erbaut wurde.

## Lage
Das Palais Lanz befindet sich zwischen dem Neckar und der Augustaanlage in der Mannheimer Oststadt. Die Umgebung des Palais ist geprägt von Villen aus der Gründerzeit. Weitere Sehenswürdigkeiten Mannheims wie der Wasserturm, die Christuskirche und der Fernmeldeturm Mannheim sind in unmittelbarer Nähe des Palais Lanz. Zur Zeit der Fertigstellung lag das Gebäude am Rande der Oststadt und grenzte im Osten an unbebaute Felder, heute steht es in der Oststadt unweit des Luisenparks.

## Beschreibung
Das Gebäude wurde nach Plänen des französischen Architekten Eugène Saint-Ange (1848–1914) erbaut und weist bedeutende Parallelen zu Bauwerken vergleichbarer Größe in Paris auf. Im Zeichen der damals propagierten deutsch-französischen Erbfeindschaft wurde der Bau wegen des französischen Stils von Zeitgenossen als Ausdruck mangelnden Patriotismus kritisiert. Das viergeschossige Gebäude ist mit Stilelementen des Klassizismus ausgeschmückt, darunter der Portikus vor dem frontalen Haupteingang des Gebäudes sowie zahlreiche Gesimse und Pilaster. Das vierte Geschoss des Gebäudes befindet sich oberhalb des Kranzgesimses und ist als Mezzaningeschoss mit geringerer Höhe als die unteren Geschosse gestaltet.
Das Innere des Gebäudes ist durch aufwendige Holzschnitzarbeiten und einen feinen Deckenstuck charakterisiert. Insbesondere die erhaltenen Repräsentationsräume im Erdgeschoss zeigen bis heute die aufwendige Gestaltung des Gebäudes. Durch Umbauarbeiten seit der Fertigstellung unterscheiden sich weite Teile des Gebäudes von dessen ursprünglichem Erscheinungsbild, insbesondere die Dachkonstruktion, die rückwärtige Seite der Fassade und die Innenraumgestaltung in den oberen Geschossen waren seitdem erheblichen Veränderungen unterworfen.

## Baugeschichte
Im Jahr 1903 heirateten Karl Lanz und die Industriellentochter Gisella Giulini, 1905 übernahm Karl Lanz nach dem Tod seines Vaters Heinrich Lanz die Leitung des Landmaschinenherstellers Heinrich Lanz AG, eines der größten Unternehmen der Region. Die herausragende Stellung der Familie Lanz im Mannheimer Großbürgertum wurde durch den Bau des Palais dokumentiert. In Größe und Kosten übertraf der Bau sämtliche anderen Privathäuser in Mannheim. Bis heute gilt das Palais Lanz als größtes Privathaus Mannheims.
Der Tod von Karl Lanz im Jahr 1921 und die wirtschaftlichen Nachwirkungen des Ersten Weltkriegs nötigten seine Witwe Gisella Lanz zum Verkauf des Gebäudes, das sie im Winter 1922 der Deutschen Reichspost anbot. Die Reichspost erwarb das Palais und die Familie Lanz musste es bis zum 1. April 1923 räumen. Gisella Lanz gab daher als eine der ersten Bauherrinnen in Mannheim den Bau einer deutlich kleineren Villa in unmittelbarer Nähe des Palais Lanz in Auftrag, in der sie nach dem Verkauf des Palais lebte. Das Palais wurde daraufhin als Telegrafenamt genutzt und zu diesem Zweck insbesondere im Bereich des Daches maßgeblich umgestaltet.
Eine weitere Veränderung des Gebäudes bedeutete die Fertigstellung eines Erweiterungsbaus im Jahr 1956, der die Umgestaltung der rückwärtigen Fassade des Palais notwendig machte. In den folgenden Jahrzehnten stand das Gebäude häufig leer, teilweise befand es sich im Besitz der Deutschen Telekom, wurde aber nicht dauerhaft genutzt. Im Rahmen des Verkaufs der Telekom-Tochter DeTe-Immobilien an die österreichische Strabag wechselte auch das Palais Lanz erneut den Besitzer, wurde aber bereits im Jahr 2011 an eine Gruppe privater Investoren verkauft. Im Jahr 2018 begann eine umfangreiche Renovierung des Gebäudes; geplant ist eine gemischte Nutzung für Büro-, Veranstaltungs- und Gastronomieräume.